# Andro Gabelić
Andro Gabelić (Vrboska, 7. svibnja 1920. − 18. kolovoza 2014.), bio je hrvatski vojni povjesničar i publicist. Nosio je čin majora JNA.
Bio je zamjenik političkog komesara 8. dalmatinske udarne brigade - šibenske, zajedno s Ivom Družićem.
Bio je gost Milorada Bibića Mosora u 205. emisiji Mosorijade na Kanal 5.
Bio je predsjednik Organizacijskog odbora znanstvenog skupa u Hvaru kojim je obilježena 500. obljetnica ustanka hvarskih pučana protiv plemstva koji je vodio Matij Ivanić.
Umro je 18. kolovoza, a pokopan 27. kolovoza u Jelsi.

## Djela
- Dvije vojne politike, Društvo novinara NR Hrvatske, Zagreb, 1950.
- Tragovima izdaje, Naprijed, Zagreb, 1951.
- Razoružanje i promene ratnih doktrina, ravnoteže snaga i ratne tehnike, Institut za međunarodni radnički pokret, Beograd, 1963.
- SAD: strategija intervencije, Sedma sila, Beograd, 1965.
- Kineski pogledi na rat, Sedma sila, Beograd, 1965.
- Razuzdani svet oružja, Sedma sila, Beograd, 1966.
- Vijetnamski rat, Sedma sila, Beograd, 1967.
- Bliski istok: kriza i rat, Sedma sila, Beograd, 1967. (suautor Milutin A. Milenković)
- CIA i američki sindikalni pokret: subverzivna delatnost rukovodstva američkog sindikalnog pokreta u spoljnoj politici, (suautori George Morris, Grušenka Majić), 1967.
- New accent in Soviet strategy, Review of International Affairs, 20. studenoga 1967., sv. 10, br. 2., str. 45. – 47.[6] (članak)
- Opštenarodna odbrana i društvena samozaštita, 1973. (suautor Nikola Anić)
- Ustanak hvarskih pučana (1510-1514): izvori, tokovi, dometi, Književni krug, Split, 1988.
- Ivanićev ustanak i bunt Dalmacije, Muzej hvarske baštine, Hvar, 2007.
- Kritika novih pogleda o ustanku hvarskih pučana, 2008.[7]
- Ratna kronika Splita 1941. – 1945., (suurednik), 2010.[8]
- Tri sadržaja Ivanićeva ustanka: položaj Dalmacije i odnos njezinih staleža prema Veneciji, Književni krug - Sveučilište u Zagrebu, Filozofski fakultet, Split - Zagreb, 2012 2012.

## Nagrade i priznanja
- Nositelj partizanske spomenice 1941.[2]
- 2015.: Osobna nagrada Grada Staroga Grada, za izniman doprinos novom-kompleksnom sagledavanju ustanka pučana otoka Hvara pod vodstvom Matija Ivanića – od preduvjeta koji su mu prethodili do posljedica koji je ustanak imao.[9]

## Vanjske poveznice
- I nakon 500 godina, o buni Matije Ivanića se - šuti , razgovor za Slobodnu Dalmaciju, 23. ožujka 2010.
- Slobodna Dalmacija Andro Gabelić: Pola tisućljeća vjerske i slobodarske tradicije otoka Hvara
- (slo.) Znanstveno zborovanje "Matij Ivanić i njegovo doba" (Hvar od 10. do 13. februarja 1976., Zgodovinski časopis, XXXI, 1977., str. 221.
- In memoriam - Andro Gabelić (1920. - 2014)., Grad Stari Grad